# Urbanus
Urbanus är ett släkte av fjärilar. Urbanus ingår i familjen tjockhuvuden.

## Bildgalleri

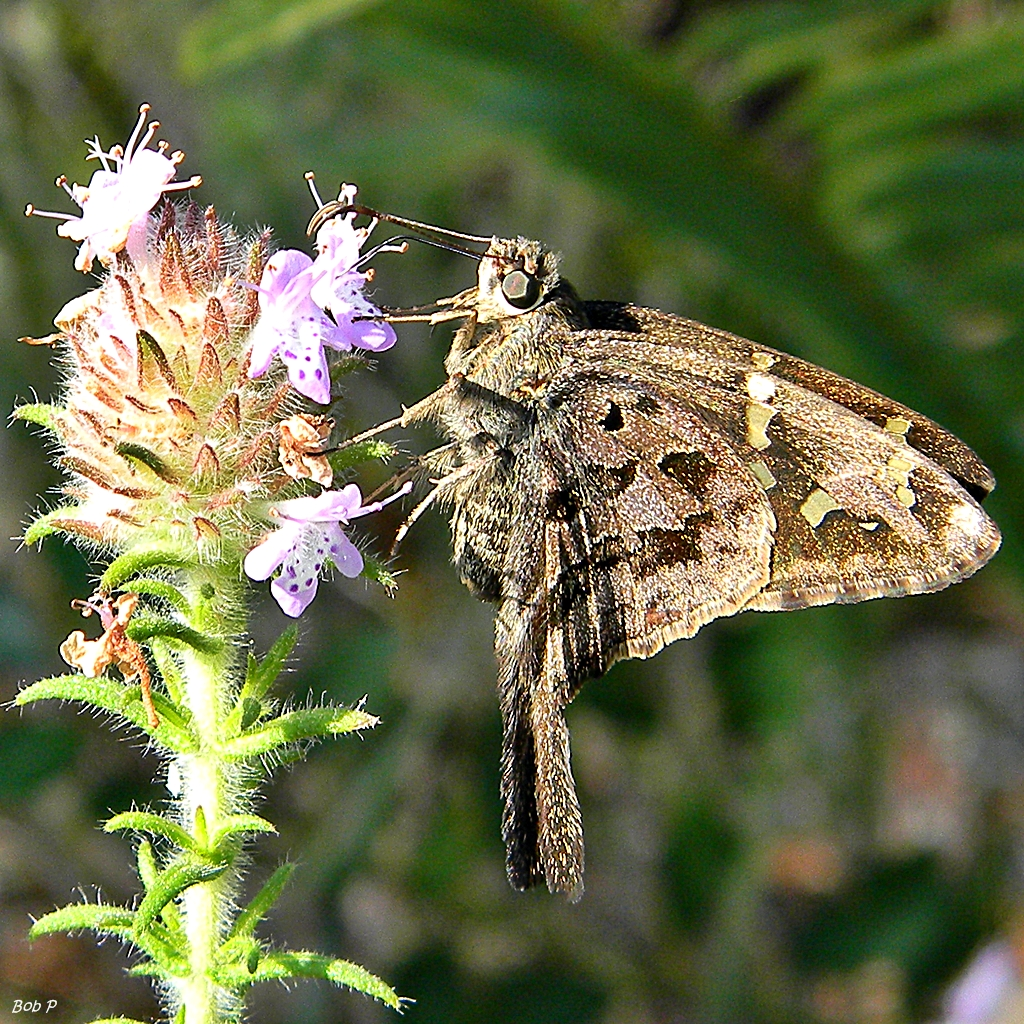
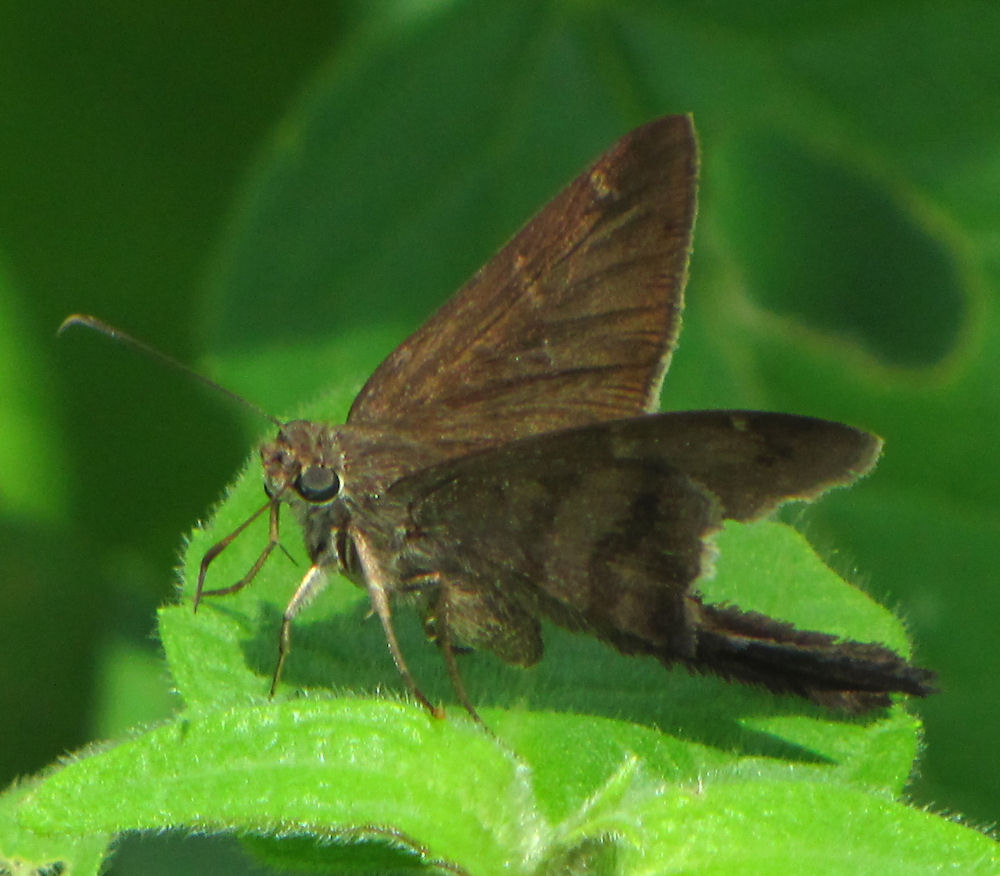
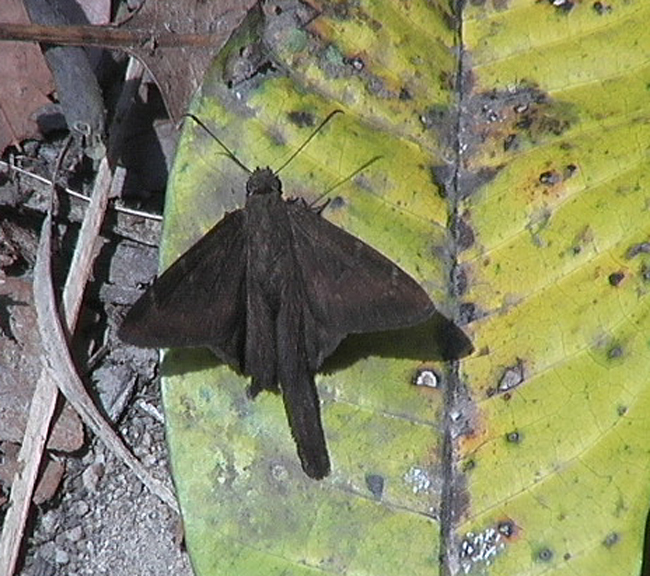

## Dottertaxa tillUrbanus, i alfabetisk ordning[1]
- Urbanus acawios
- Urbanus agesilaus
- Urbanus albicuspis
- Urbanus albimargo
- Urbanus alva
- Urbanus amisus
- Urbanus athesis
- Urbanus atletes
- Urbanus barra
- Urbanus belli
- Urbanus borja
- Urbanus brachius
- Urbanus brevicaudata
- Urbanus calafia
- Urbanus cariosa
- Urbanus carmelita
- Urbanus cenis
- Urbanus chalco
- Urbanus chales
- Urbanus chlorothrix
- Urbanus cindra
- Urbanus cleopatra
- Urbanus clevas
- Urbanus corydon
- Urbanus cramptoni
- Urbanus domingo
- Urbanus dominicus
- Urbanus dorantes
- Urbanus doryssus
- Urbanus elmina
- Urbanus esma
- Urbanus esmeraldus
- Urbanus esta
- Urbanus eurycles
- Urbanus evenus
- Urbanus evona
- Urbanus galapagensis
- Urbanus gracillcauda
- Urbanus herophilus
- Urbanus huancavillcas
- Urbanus hubellus
- Urbanus interruptus
- Urbanus kefersteinii
- Urbanus larius
- Urbanus latipennis
- Urbanus leucites
- Urbanus loxo
- Urbanus miltas
- Urbanus motilones
- Urbanus nigricauda
- Urbanus nivosus
- Urbanus obscurus
- Urbanus parvus
- Urbanus pilatus
- Urbanus platowii
- Urbanus plinius
- Urbanus procne
- Urbanus prodicus
- Urbanus pronta
- Urbanus pronus
- Urbanus proteoides
- Urbanus proteus
- Urbanus protillus
- Urbanus purpurata
- Urbanus rauterbergi
- Urbanus reductus
- Urbanus retractus
- Urbanus rica
- Urbanus santiago
- Urbanus simplicius
- Urbanus takuta
- Urbanus tanna
- Urbanus teleus
- Urbanus tenuis
- Urbanus thiemei
- Urbanus torones
- Urbanus trebia
- Urbanus triptolemus
- Urbanus velinus
- Urbanus virescens
- Urbanus viridis
- Urbanus viterboana
- Urbanus zagorus
- Urbanus zalanthus